# روبا فييخا
روبا فييخا (بالإسبانية: Ropa vieja، وتعني حرفيا باللغة الإسبانية "الملابس القديمة")‏ هو أحد الأطباق الوطنية في كوبا، وعدة مناطق أو أجزاء أخرى حيت يحظى بشعبية خاصة في المجتمعات الناطقة بالإسبانية في الولايات المتحدة متل فنزويلا، كولومبيا والمكسيك، وفي مدريد بمنطقة مورسيا في الأندلس، وجزر الكناري والبحر الكاريبي مثل بورتوريكو، بنما، كوستاريكا وحتى الفلبين.
ويعد الطبق من اللحم المبشور، خاصة ألياف اللحم البقري المطبوخ بالأعشاب والتوابل مثل الثوم والكزبرة وبعض الخضروات. ويختلف إعداد الطبق من دولة إلى أخرى إذ أن هناك العديد من الطرق لإعداد الطبق ففي بعض المناطق، تتم إضافة الطماطم وشرائح البودنغ الأسود. أما في المطبخ الكوبي ناحية ميامي فلوريدا، من المعتاد أن يكون الطبق ذو لمسة حلوة.

## الاسم حسب البلد
يختلف اسم الطبق حسب لغة وثقافة كل بلد ففي كولومبيا، يعرف الطبق باسم carne desmechada أو esmechá كما يطلق عليه في الساحل الكاريبي) أما في فنزويلا، فيعرف باسم carne esmechada، وفي كوستاريكا وشيلي فباسم mechada o estofado وفي بنما باسمه روبا فييخا.

## التاريخ
بحسب تاريخ المطبخ الإسباني [الإسبانية]، فقد ظهر هذا الطبق في المطبخ الشرقي إبان العصور الوسطى. في خليج قادس وجزء من مقاطعة ولبة، حيت اشتق هذا الطبق من طبق آخر يدعى بوتشيو والذي يتكون من لحوم مبشورة تغلي مع البطاطس والحمص والزبيب. في قشتالة، يعد طبق روبا فييخا طبقا مشتقا من الحساء الإسباني Cocido madrilène. يتم إعداده بعد إزالة المرق وقلي الحمص واللحم والخضار مع البيض. أما في جزر الكناري، فيعد روبا فييجا طبقا كاملا.
في كولومبيا وفنزويلا، يتم إعداده بقطعة من بطن اللحم البقري تسمى الفالدة (falda)، على الرغم من أنه يمكن للمرء أيضًا استخدام الكتف أو السمانة. أما بالنسبة للتوابل، فيتم طهي اللحم بالأعشاب العطرية (الغار والكزبرة والزعتر والقرنفل). بعد الطهي، يتهالك اللحم فيتم بشره ثم طهيه مرة أخرى مع مرق sofrito التي يمكن أن تشمل البصل والفلفل والثوم والطماطم والخضروات الأخرى عادة ما تقطع في شكل قطع صغيرة. يمكن خلط الطبق النهائي مع البيض، حتى تحصل على نوع من البيض المخفوق. عادة ما يقدم مع الأرز الأبيض والفاصوليا وشرائح الموز المقلية أو السلطة. في بنما وكوستاريكا، عادة ما يكون الطبق مصحوبًا بالأرز الأبيض والسلطة.
في فنزويلا، يعد الطبق المرافق الأساسي للطبق الوطني بابييون كريويو. في منطقة البحر الكاريبي، يُستخدم أحيانًا اللحم المبشور لحشو خبز الآريبا، وتشكيل سندويشات تسمى arepa pelúa أما في فنزويلا فلابد أن تكون مصحوبة بجبن الغاودا.
في منطقة الأنديز في شمال غرب الأرجنتين، يتم نقع اللحوم في النبيذ والفلفل والثوم والملح ثم يتم طهيها في المقلاة مع البصل والنبيذ.